# Сан-Бенедетто-Бельбо
Сан-Бенеде́тто-Бе́льбо (итал. San Benedetto Belbo, пьем. San Benedet) — коммуна в Италии, располагается в регионе Пьемонт, в провинции Кунео.
Население составляет 190 человек (2008 г.), плотность населения составляет 48 чел./км². Занимает площадь 4 км². Почтовый индекс — 12050. Телефонный код — 0173.
Покровителем коммуны почитается святой Плакида из Субиако, празднование 5 октября.

## Демография
Динамика населения:

## Администрация коммуны
- Телефон: 0173 796177
- Официальный сайт: http://www.comune.sanbenedettobelbo.cn.it/